# Nadia Debras
Pour les articles homonymes, voir Debras.
Nadia Debras est une boxeuse française née le 12 février 1974 . Elle est une figure de la boxe française avec notamment des titres de championne du monde en boxe anglaise et en kick-boxing.

## Biographie
En 2014, Nadia Debras est entraineuse à la section boxe de l'« Amicale Courvilloise », à Courville-sur-Eure, près de Chartres.

## Palmarès

### Amateur
- 1990 : 1/2 finale cadette du championnat de France
- 1991 : vice-championne cadette du championnat de France
- 1992 : 1/4 de finale junior du championnat de France
- 1994 : Championne de France senior de boxe française[1]

### Professionnel
- 1996 : Championne de France kick-boxing (-52 kg)[1]
- 1997 :
  - Championne d’Europe de kick-boxing EKU (-52 kg)[1]
  - Championne du Monde de kick-boxing ISKA (-54 kg)[1]
- 1998 : Championne du Monde de kick-boxing[1]
- 2000 : Championne du monde de boxe anglaise WIBF dans la catégorie plume (-57 kg)[1],[3]

## Sources
1. 1 2 3 4 5 6 7  « Nadia Debras », sur boxepiedspoings.fr, 25 janvier 2010 (consulté le 18 janvier 2016).
2. ↑  Alain Thibaud, « La boxe au féminin dans les cordes », sur L'Écho Républicain, 14 décembre 2014.
3. ↑  (en) « Nadia DEBRAS », sur Sport & Note.